# Samuel Shenton
Samuel Shenton (marzo de 1903-2 de marzo de 1971) fue el fundador de la Flat Earth Society, fundada en 1956, renombrada a partir de la Universal Zetetic Society.

## Sociedad de la Tierra Plana
Dirigió la Sociedad de la Tierra Plana desde su fundación hasta su muerte. Durante ese período, Shenton recolectó material, dio varias conferencias y generó publicidad para la Sociedad a clubes juveniles, grupos políticos y estudiantiles, además de hacerlo en la época de la carrera espacial, llegando a conseguir unos 100 miembros.
Luego de que salieran las primeras fotos de la Tierra, en los primeros años de la carrera espacial, Shenton las rechazó, afirmando que eran una ilusión óptica debido a una gran lente angular, que hacía que la Tierra pareciera curvada cuando no lo era. Posteriormente, descartó todas las fotos, catalogándolas de falsificaciones, junto con todo el programa espacial.

## Forma de la Tierra
Shenton consideraba que la Tierra era un plano infinito, con el área que habitamos rodeada por una cúpula con un punto neutral. Incluso consideró posible la existencia de otros mundos de cúpula en nuestro propio plano.
Afirmaba que nadie sabe la verdadera forma de la Tierra, y que ningún hombre sabrá nunca cómo es toda su complejidad. Sin embargo, decía que la parte en la que todos vivimos era definitivamente plana y que la pequeña área que ocupamos es en realidad muy profunda dentro de la Tierra, llegando a los niveles del mar.
Decía, a su vez, que la gente era reacia a concebir la forma de la Tierra de otra forma que no fuera "un globo", y que eran fácilmente persuadidos por la televisión y las películas. Consideraba pruebas de la forma geoide de la Tierra, como la desaparición de los barcos en el horizonte, un lavado de cerebro a los jóvenes.
Consideraba que "no existe un modelo unificado de Tierra Plana, pero el más comúnmente aceptado es que es más o menos un disco".